# Drunk on a Plane
Drunk on a Plane è un brano co-scritto e registrato dal cantautore Statunitense Dierks Bentley. Esso è il terzo singolo estratto dal suo album del 2014, Riser.

## Il brano
Il brano parla di un uomo che viene lasciato sull'altare e si imbarca su un volo per Cancún da solo, dal momento che non riesce a farsi rimborsare i biglietti che aveva acquistato per la luna di miele. Sull'aeroplano, il narratore si ubriaca e festeggia con gli altri passeggeri. Bentley ha dichiarato al Country Standard Time, "è una canzone divertente, ma quando la ascolti con attenzione ti accorgi che c'è un senso di profonda solitudine che giace nelle parole del brano, il che la rende molto differente dagli altri brani up-tempo che ho registrato".

## Video musicale
Nel video musicale Bentley interpreta sia se stesso che il pilota dell'aeroplano. La rivista Country Weekly ha scritto "il musicista Dierks (che è un vero pilota certificato) deve salvare i passeggeri quando l'aereo perde il controllo e precipita verso il suolo". Wes Edwards ha diretto il video.

## Classifiche
| Classifica (2014)             | Posizione massima |
| ----------------------------- | ----------------- |
| Canada                        | 34                |
| Canada (Country)              | 2                 |
| Stati Uniti (Billboard 100)   | 27                |
| Stati Uniti (Country)         | 3                 |
| Stati Uniti (Country Airplay) | 1                 |